# Jacques Proust
Jacques Proust  (* 29. April 1926 in Saintes; † 19. September 2005 in Montpellier) war ein französischer Romanist und Literaturwissenschaftler. Er war Spezialist für den französischen Philosophen und Enzyklopädisten Denis Diderot sowie der Encyclopédie.

## Leben und Werk
Proust, der protestantischer Herkunft war und diese engagiert lebte, trat 1947 in die École normale supérieure ein und bestand 1950 die Agrégation de lettres. Er war bis 1957 Gymnasiallehrer am Lycée français in Wien, in Evreux und Paris. Als Assistent an der Sorbonne habilitierte er sich 1963 bei Jean Pommier mit den beiden Thèses Diderot et l’Encyclopédie (Paris 1962, 5. Auflage 1995) und (Hrsg.) Diderot, Quatre contes (Genf 1964) und war von 1963 bis 1986 Professor für französische Literatur an der Universität Montpellier (ab 1985 Professeur de classe exceptionnelle). Dort gründete er 1968 das Centre d’étude du XVIIIe siècle (heute Institut de Recherche sur la Renaissance, l'Age classique et les Lumières, IRCL). Ab 1973 war er Fellow des Churchill College in Cambridge. Von 1987 bis 1989 leitete er das Haus des Libanon in der Cité Internationale Universitaire de Paris.
Proust publizierte mit Herbert Dieckmann und  Jean Varloot die maßgebende kritische Ausgabe der Werke von Diderot, bekannt als DPV – steht für Dieckmann/Varloot/Proust – (Paris 1975 ff). Seit den späten siebziger Jahren unterhielt Proust intensive Forschungsbeziehungen zu Japan.
Jacques Proust gehörte ab 1978 der Académie des sciences et lettres de Montpellier an und war Ehrendoktor der Universität Heidelberg (1978).

## Weitere Werke (Auswahl)
- L'"Encyclopédie", Paris 1965 (italienisch: 1978)
- L'encyclopédisme dans le Bas-Languedoc au XVIIIe siècle, Montpellier 1968
- (Hrsg. mit John Lough) Diderot, L’Encyclopédie, 4 Bde., Paris 1976 (DPV V-VIII)
- L'objet et le texte. Pour une poétique de la prose française du XVIIIe siècle, Genf 1980
- (Hrsg.) Diderot, Jacques le fataliste, Paris 1981 (DPV XXIII)
- (Hrsg.) Bougainville, Voyage autour du monde, Paris 1982
- L'Europe au prisme du Japon: XVIe-XVIIIe siècle. Entre humanisme, Contre-Réforme et Lumières, Paris 1997 (japanisch 1999; englisch 2002)
- La supercherie dévoilée. Une réfutation du catholicisme au Japon au XVIIe siècle, Paris 1998
- (mit Marianne Proust) Le puissant royaume du Japon. La description de François Caron en 1636, Paris 2003